# Bockwindmühle von der Papenhorst

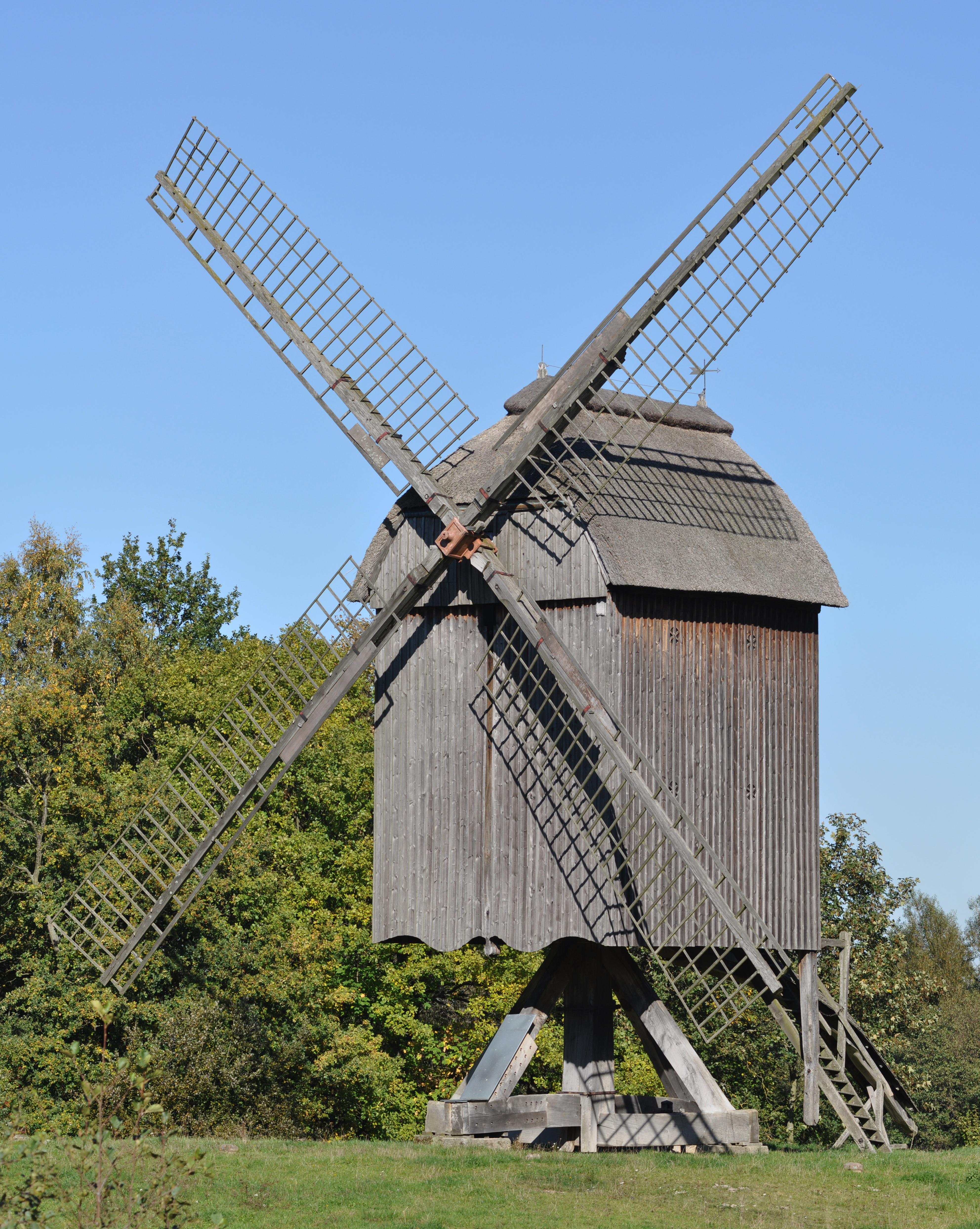
Außenansicht

Die Bockwindmühle von der Papenhorst ist eine Bockwindmühle. Sie stand ursprünglich in Papenhorst (Edemissen) und wurde in den Hessenpark bei Neu-Anspach transloziert.

## Geschichte

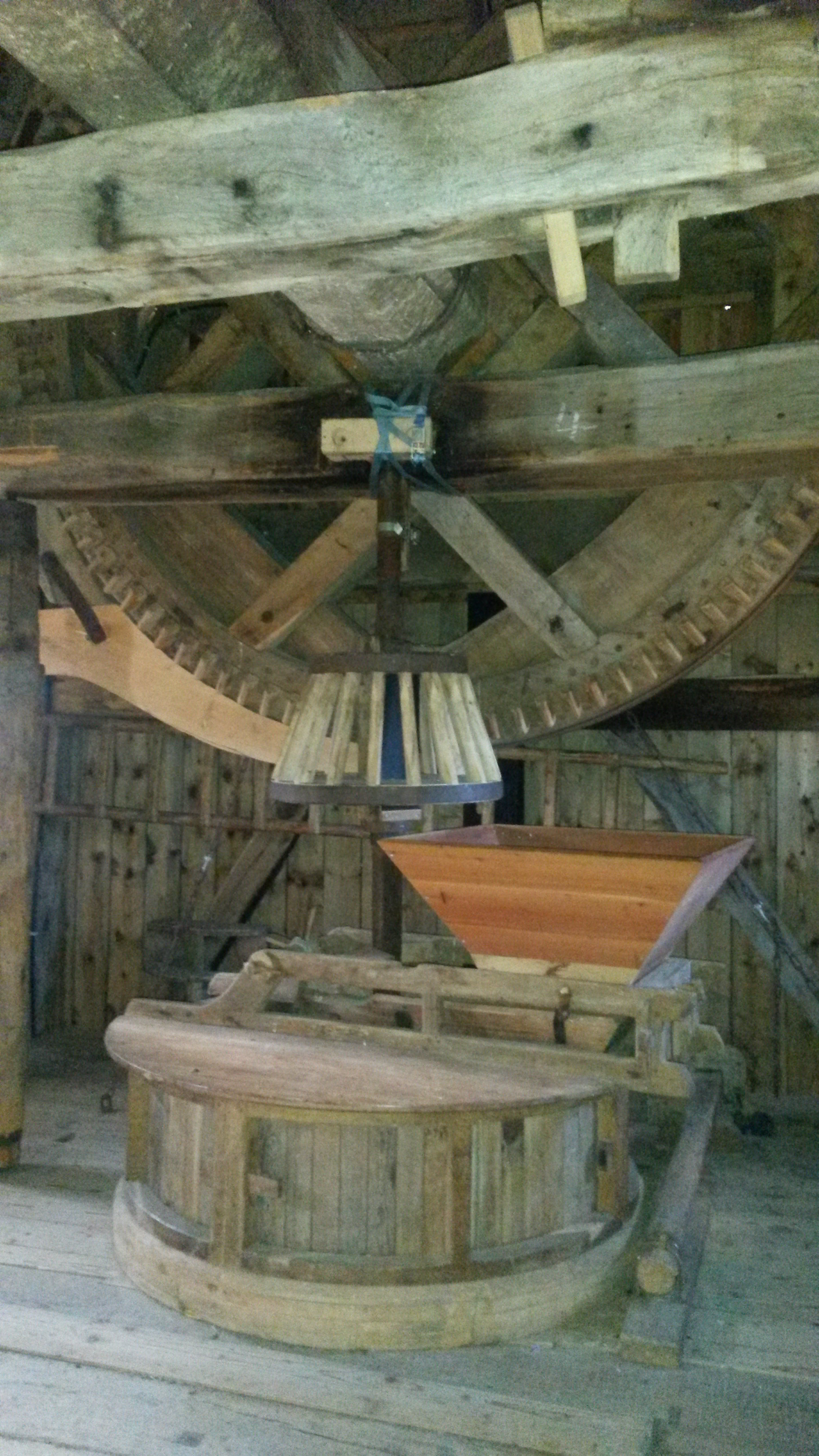
Innenansicht

Der Wohnplatz „Papenhorst“ (⊙) liegt 1,5 km nordwestlich von Alvesse, einem Ortsteil der Gemeinde Edemissen im Landkreis Peine in Niedersachsen. Er wurde im Jahre 1406 erstmals urkundlich erwähnt. Heute besteht der Wohnplatz aus zwei in sich isoliert stehenden Wohnhäusern.
Am 11. Januar 1868 beantragte der Müller Carl Boes beim zuständigen Amt Meinersen den Bau einer Korn-Bockwindmühle. Sein Mahlkreis würde aus den Ortschaften Plockhorst, Eickenrode, Alvesse und Rietze bestehen. Diese Ortschaften seien über eine Stunde von der nächsten Mühle entfernt. Das Amt befragte am 22. Januar 1868 die Ortsvorsteher der genannten Orte. Diese sahen zwar keinen Bedarf, hatten aber auch keine Einwände. Gegen den Bau richtete sich der Widerspruch benachbarter Mühlenbesitzer. Das zuständige Amt genehmigte jedoch den Neubau. Am 12. August stimmte auch die Landdrostei Lüneburg zu und erteilte die sofortige Baugenehmigung am 11. November 1868. Carl Boes erwarb den Bauplatz am Wege von Eickenrode nach Blumenhagen, in der sogenannten Papenhorst, vom Hofbesitzer Friedrich Heuer. Er zahlte für die Fläche von 2 Morgen und 9 Ruten 348 Taler, 26 Groschen und 3 Pfennig. Im Winter 1868/1869 erbaute er dort eine Bockwindmühle und nutzte die windgünstige Lage auf dem dortigen Hügel. Die Rechnungen für das Baumaterial beliefen sich auf etwa 700 Taler.
Die Elektrifizierung machte den Betrieb von Windmühlen unrentabel. 1958 legten die damaligen Besitzer Theodor und Anneliese Matthies die Mühle still. Sie war zuletzt nur als gewerblicher Nebenbetrieb zu ihrer Landwirtschaft genutzt worden. Die Mühle verfiel. Das Land Niedersachsen stellte sie später unter Denkmalschutz. Da sie vor Ort nicht zu erhalten war, erhielt der Mühlenfachmann Reinhard Leichert aus Schleswig-Holstein die Genehmigung, die Mühle abzutragen um sie an anderer Stelle wieder aufzustellen. Seinem Wunsch, sie in seinem kleinen Mühlenmuseum in Husberg bei Neumünster neu zu errichten, wurde nicht stattgegeben. Stattdessen erfolgte 1987 der Wiederaufbau im Hessenpark. Im Jahr 2015 fand eine Wiedereröffnung der Mühle statt. Sie ist heute Teil der Baugruppe G – Osthessen.
Die Bauart der Bockwindmühle war bis Ende des 19. Jahrhunderts die am meisten verbreitete Form von Windmühlen im heutigen Hessen. Da von diesen historischen Windmühlen kein einziges Exemplar erhalten war, entschied sich der Hessenpark diese Mühle aufzustellen, obwohl sie nicht aus Hessen stammt. Ein Windbetrieb ist am Standort im Hessenpark nicht möglich. An Schautagen wird die Mühle daher elektrisch angetrieben.